# Bò đỏ Na Uy
Bò đỏ Na Uy (tiếng Na Uy: Norsk rødt fe):509 là một giống bò sữa được phát triển ở Na Uy từ năm 1935. Từ những năm 1970, các nhà lai tạo nhấn mạnh các đặc điểm thể chất cho sức sản xuất và chức năng dẫn đến sản xuất tuyệt vời kết hợp với hiệu suất hàng đầu thế giới về sức khoẻ và khả năng sinh sản. Những con bò đỏ của Na Uy có thể có một lớp da lông màu đỏ và trắng hoặc đen và có tỷ lệ lớn các giống động vật được chọn lọc di truyền.
Bò đỏ Na Uy (NRF) là một giống bò sữa đã được chọn cho một mục tiêu nhân giống rộng rãi, với sự nhấn mạnh ngày càng tăng về các đặc điểm chức năng như sức khỏe và khả năng sinh sản. Bò đỏ Na Uy là vào năm 1935 thông qua các giống bò sữa với một số giống bò Scandinavia, bao gồm cả màu đỏ và trắng của giống bò Na Uy, Red Trondheim và Red Polled Østland. Vào giữa những năm 1970, nó trở thành giống bò thống trị ở quốc gia bản địa, chiếm 98% số gia súc. Tinh dịch bò đã được xuất khẩu sang hơn 30 quốc gia khác nhau để lai giống và rất phổ biến để lai với bò Holstein trong ngành công nghiệp chế biến sữa của Hoa Kỳ.